# Дефтоунс
„Дефтоунс“ (на английски: Deftones) e алтърнатив метъл група, създадена в град Сакраменто, щата Калифорния, САЩ през 1988 г.
Членовете на групата са Чино Морено (вокали и ритъм китара), Ейб Кънингам (барабани), Серхио Вега (бас), Франк Делгадо (клавири) и Стивън Карпентър (китара). Дефтоунс са признати от критиката като най-новаторската и уникална група през последните години. Текстовете на Морено са описани от „Time Magazine“ като „агресивно-интелигентни“.

## История

### В началото (1988 – 1994)
Карпентър, Морено и Кънингам са приятели от детството, посещавали заедно гимназия. Когато Морено открива, че Карпентър може да свири на китара, той го събира заедно с Кънингам (който свири на барабани) и тримата започват да свирят в гаража на Карпентър от 1988 г. След изпробването на няколко басисти, бандата се спира на Чи Ченг и през 1991 г. записват демо с четири парчета. За две години групата започва да свири по клубове, а по-късно започват да участва в събития в Сан Франциско и Лос Анджелис, свирейки с други групи като KоЯn. На едно от участията си в Ел Ей те впечатляват представител на „Маверик Рекърдс“, а именно певицата Мадона.
Името „Deftones“ е създадено от Карпентър. Той комбинира хип-хоп жаргона „def“, използван от артисти като LL Cool J и Public Enemy, с наставката „-tones“, което е популярен суфикс сред групите от 50-те години (например The Quintone, The Monotones, The Cleftones).

### „Adrenaline“(1995 – 1997)
Това е дебютен албум за групата. „Adrenaline“ е записан в „Bad Animals Studio“ в Сиатъл, Вашингтон и е издаден на 3 октомври 1995 г. Той е продуциран от групата и Тери Дейт, който продуцира и следващите три техни албума. От този албум са продадени 220 000 копия. Дефтоунс издават и песента „Teething“, която не е част от албум, но участва в саундтрака на филма „Гарванът: Град на ангелите“ (1996). Те изпълняват песента на живо в някои от сцените на филма. Песента им „Engine No. 9“ има направени кавъри от групите KоЯn, LĪVE и Suicide Silence и се появява във филма „Смъртоносен противник“ (2009). Албумът става платинен на 23 септември 2008 г. с 1 милион продадени копия.

### „Around the Fur“(1997 – 1999)
Вторият албум на групата е записан в Сиатъл, Вашингтон и е продуциран отново от Тери Дейт. Издаден на 28 октомври 1997 г. В албума има песни и с гост-вокалисти Макс Кавалера (SEPULTURA/Nailbomb/SOULFLY), както и жената на Кънингам. На албума са възлагани много надежди и той изпраща групата стремглаво напред, носейки им голяма слава в алтернативния метъл. Силните им песни от албума са „My Own Summer (Shove it)“ и „Be Queit and Drive (Far Away)“. В първата седмица от издаването са продадени 43 000 копия и той влиза в класацията Билборд 200, където остава 17 седмици. Започват и турнетата за групата – САЩ, Нова Зеландия, Австралия, имат участия и в редица фестивали, както и в някои телевизионни предавния. Албумът става златен на 24 юни 1999 г. и платинен на 7 юни 2011 г. „My Own Summer“ се появява и в оригиналния саундтрак на филма „Матрицата“ – „The Matrix: Music from the Motion Picture“, издаден на 30 март 1999 г.

### „White Pony“(2000 – 2002)
На 20 юни 2000 г., „Дефтоунс“ издават и третия си албум „White Pony“, отново с продуцента Тери Дейт. Той е записан в 2 студия в Сосалито и Западен Холивуд, Калифорния. Албумът се дебютира на трето място в класацията Билборд с продажби от 178 000 копия. Делгадо вече е пълноправен член на групата, добавящ нови елементи в звученето на „Дефтоунс“. Меланхоличната песен „Teenager“ например е много различна по стил и настроение, Морено я определя като „любовна песен“. В песента „Passenger“ участие има и Джеймс Кийнън от TOOL. Друго ново в албума е участието на Морено с ритъм китара в някои от песните.
В едно от интервютата с бандата стават ясни подробности около процеса на създаване на „White Pony“. След почивка от турнета групата прекарва 4 месеца в студиото, за да създаде и запише албума. Това е най-дългият период от време, който те посвещават на албум дотогава. Морено обяснява, че през повечето време те се опитват да пишат песни, но създаването на „Change“ се превръща в повратна точка и бандата започва да работи като екип. Коментарите за албума биват предимно позитивни, като обръщат внимание на все по-голямата отдаденост на Морено като текстописец, както и на желанието на групата да експериментира. Албумът излиза с 11 парчета, започвайки с „Feiticiera“ и завършвайки с „Pink Maggit“, обложката е в сиво. Лимитирано издание от 50 хил, копия в черно и червено също биват издадени, с бонус – още едно парче „The boy Republic“. По-късно бандата издава и парчето „Back to school (Mini Maggit)“, повлияна от рапът интерпретация на финалното парче от албума „Pink Maggit“. То е включено във версията на албума „White Pony“, появила се през април 2000 г., но отпада при официалното издаване през юни 2000 г. Албумът става платинен на 17 юли 2002 г., с продажби от над 1,3 милиона копия, а песента „Elite“ носи на бандата награда Грами за най-добро метъл изпълнение за 2001 г.

### Едноименният албум(2003 – 2005)
„Дефтоунс“ започват работа по четвъртия си албум с работно заглавие „Lovers“. Имайки предвид идеята на албума Ченг коментира: 
| “ | Ние сме доказали, че можем да поемем в която посока пожелаем, що се отнася до музика, и искаме да направим нещо тежко от нея. | ” |

С големи усилия, заради проблеми с гласа на Морено, те работят върху албума 12 месеца, коства им около 2.5 млн. долара, за да бъде издаден, след като Маверик Рекърдс глобяват групата заради изпуснати крайни срокове. Променят името на албума на „Deftones“ и той бива издаден на 20 май 2003 г. С него групата влиза в класацията Билборд 200 на второ място и продава 167 000 копия само за първата седмица. Албумът остава в класацията девет седмици, подкрепяни от водещия сингъл „Minerva“. Групата заснема видео към втория си сингъл „Hежаgram“, като фенове са публика, докато групата свири песента в открит скейтпарк в Алея Сими, Калифорния.

### „Saturday Night Wrist“(2006 – 2007)
„Дефтоунс“ издават петия си албум „Saturday Night Wrist“ на 31 октомври 2006 г. Дебютира на десето място в класацията Билборд с продажби само около 76 000, забележителен спад спрямо първата седмица на предишните им два албума. Вместо да работят отново с Тери Дейт, групата избира да записва с Боб Езрин. Кънингам обяснява, че докато групата се забавлява, работейки с Дейт, работата с Ерзин само ги дърпа надолу. След записването на всички инструментали, Морено решава да запише вокалите отделно. Според членовете на групата, настроението при записването на албума почти довежда до разпадане на групата. До септември 2010 г. от албума са продадени приблизително 325 000 копия в САЩ и малко над 600 000 в чужбина. „Дефтоунс“ прекарват повечето време от 2006 г. и 2007 г. в турнета за подкрепа на албума. Свирят в Северна Америка, Канада, Европа, Южна Америка, Япония и Австралия.

### Записване на „Eros“ и катастрофа на Ченг (2008 – 2009)
„Дефтоунс“ работят по предстоящия си шести студиен албум „Eros“, като пишат песни от есента на 2007 г. Морено описва албума като странен, нехристиянски, имащ много агресия. Записите започват на 14 април 2008 г. и групата предвижда издаване в началото на 2009 г., но се налага отлагане. На 7 ноември 2008 г. Ченг е сериозно ранен при автомобилна катастрофа в Санта Клара, Калифорния. Като резултат от нараняванията в катастрофата той изпада в будна кома. В края на януари 2009 г. групата обявява, че тъй като Ченг не бележи прогрес във възстановяването си, приятел на групата – Серхио Вега ще го замести като басист, докато не се върне. На 23 юни 2010 г. „Дефтоунс“ обявяват на официалния си сайт, че издаването на „Eros“ неопределено ще се отложи.

### „Diamond Eyes“(2010 – 2011)
„Дефтоунс“ издават шестия си албум „Diamond Eyes“ на 4 май 2010 г. Избързват от определената дата 18 май, най-вероятно заради факта че целият албум е качен в интернет още през март месец. На 23 февруари 2010 г. първият сингъл „Rocket Skates“ е качен за свободно теглене в интернет. Албумът е продуциран от Ник Раскулинец. Серхио Вега все още замества Ченг като басист. Официално сингълът „Rocket Skates“ излиза на 10 март.

### „Koi No Yokan“ и смъртта на Ченг(2012 – 2013)
На 7 февруари 2012 г. изнасят информация, че Чи Ченг отчасти се е върнал в съзнание, като може да мести краката си, но все още не е способен да се движи или говори. Изписан е от болницата през февруари 2012 г., но през лятото на 2012 г. се разболява от пневмония и отново се налага да влезе в болница.
На 29 март 2012 г. в интервю Карпентър говори за това, че започва да свири на 7-струнна и 8-струнна китара. Накрая обявява, че правят нов запис и след като го завършат ще започнат турне.
На 23 април 2012 г. обявяват, че започват турне с групата System of a Down, което ще стартира на 2 август и ще приключи на 15 август. Според Чино новият албум би трябвало да излезе на 9 октомври. На 28 юли „Дефтоунс“ изпълняват две нови песни, които се казват „Rosemary“ и „Roller Derby“ (по-късно преименувана на „Poltergeist“).
На 30 август 2012 г. групата обявява заглавието на техния седми студиен албум – „Koi No Yokan“, както и турне, което започва на 9 октомври 2012 г. Албумът е издаден на 13 ноември 2012 г. в САЩ. През първата седмица реализират 65 000 продадени копия, като това ги нарежда под номер 11 в класацията Билборд.
Чи Ченг умира на 13 април 2013 г. на 43 години, след като сърцето му неочаквано спира близо четири години и половина след катастрофата.

### „Gore“
През март 2014 г., докато Морено е на турне със своя страничен проект Crosses в подкрепа на своя дебютен албум, останалата част от Дефтоунс започва да пише наследник на „Koi No Yokan“. Дефтоунс също така съобщава, че възнамерява да запише нов албум или в края на 2014 г., или в началото на 2015 г.
На 13 април 2014 г., първата годишнина от смъртта на Ченг, Дефтоунс пускат песен от „Eros“, озаглавена „Smile“ в YouTube, първият официален материал от албума с дълги рафтове. Видеоклипът е премахнат от Warner Music Group два дни по-късно, поради нарушаване на авторски права, въпреки че качването е било от Морено.
В края на февруари 2015 г., веднага след като бандата завършва барабаните на новия албум, Морено казва пред „Rolling Stone“, че „Дефтоунс“ са написали 16 песни по време на сесиите на албума. Той описва албума като „малко по-опитен запис“ от предишния албум. На 15 май 2015 г. Морено е интервюиран от „Kerrang!“ за новия албум, който той описва като „много различни настроения“. Той обясни, че не е „щастлив запис“, но също така „не е съвсем яростен“. Независимо от съобщенията за първоначалната трудност на Карпентър да влезе в усещането за албума, членовете на групата отбелязват различния съвместен характер на албума.
Албумът е отлаган многократно от първоначално предвидената дата на издаване през септември 2015 г. На 4 февруари 2016 г. групата пуска първия сингъл от „Gore“, озаглавен „Prayers/Triangles“, последван от „Doomed User“ на 16 март и „Hearts / Wires“ на 3 април. „Gore“ официално е издаден на 8 април 2016 г.

## Стил и влияния
Въпреки че правят алтърнатив метъл, Дефтоунс се поддават на разнообразно влияние и техният музикален стил се променя, заедно с тях. Техни песни се определят като алтърнатив рок, арт рок, експериментален рок, ню метъл, пост-пънк, пост хардкор, прогресив рок и други.

## Състав
| Настоящи членове - Чино Морено – вокали (от 1988 г.), ритъм китара (от 1999 г.) - Стивън Карпентър – китара (от 1988 г.) - Ейб Кънингам – барабани (1988 – 1990 и отново от 1993 г.) - Франк Делгадо – DJ, клавири (от 1999 г.) - Серхио Вега – бас (от 2009 г.) |  | Бивши членове - Доминик Гарсия – бас (1988 – 1990), барабани (1990 – 1991) - Джон Тейлър – барабани (1991 – 1993) - Чи Ченг – бас, беквокали (1990 – 2008) |

## Дискография

### Албуми
- „Adrenaline“ (1995)
- „Around the Fur“ (1997)
- „White Pony“ (2000)
- „Deftones“ (2003)
- „Saturday Night Wrist“ (2006)
- „Diamond Eyes“ (2010)
- „Koi No Yokan“ (2012)
- „Gore“ (2016)
- „Ohms“ (2020)
- „Private Music“ (2025)